# Rohboden
Als Rohboden bezeichnet man in der Bodenkunde einen Boden, dessen Ausgangsmaterial noch kaum verwittert ist. Zu der Klasse der terrestrischen Rohböden (Klasse O) gehören die Bodentypen Syrosem (OO) und Lockersyrosem (OL).
Auf Grund der geringen Bodenentwicklung weisen Rohböden neben dem Ausgangsmaterial nur einen weiteren, kaum ausgeprägten Horizont auf:
- Ai: Oberbodenhorizont (A) im Anfangsstadium (i = initial).
- C: Nahezu unverwittertes Ausgangsmaterial (C). Beim Syrosem ist dies massives Gestein; beim Lockersyrosem dagegen Lockermaterial wie Sand.

Durch die physikalische und chemische Verwitterung des Ausgangsmaterials wird das Stadium des Rohbodens oft schnell überschritten, so dass sich stärker differenzierte Bodentypen bilden. Rohböden finden sich daher natürlicherweise nur an erosionsanfälligen Standorten wie in Gebirgen oder Dünenfeldern. Durch menschlichen Einfluss sind sie heute sehr viel häufiger vertreten, da sie auch auf erodierten Hängen, umgelagerten Materialien beim Tiefbau, Halden oder wenig genutzten Straßen entstehen.
Sehr eng verwandt sind die O/C-Böden (Felshumusboden und Skeletthumusboden), die aus einer organischen Auflage über dem unverwitterten Fest- oder Lockergestein bestehen. Rohböden besitzen keine organische Auflage: Ihr erster Horizont besteht aus Mineralboden (A-Horizont).

## Nachweise
- Richard Pott, Joachim Hüppe: Spezielle Geobotanik – Pflanze – Klima – Boden. Springer Nature, Berlin 2008, ISBN 978-3-540-49356-3, S. 144 ff.